# 1962 na política

## Eventos
- 22 de janeiro - Começa em Punta Del Leste, no Uruguai a Conferência Pan-americana, contrária à linha imposta pelos EUA a Cuba.
- 31 de janeiro - Cuba é expulsa da OEA, com pressão dos EUA e abstenção do Brasil.
- 8 de fevereiro - O navio escola NRP Sagres é incorporado na Marinha de Guerra Portuguesa.
- 3 de abril - Independência da Argélia.
- 4 de abril - Fazendeiros mandam matar o líder rural paraíbano, João Pedro Teixeira – enterro reúne cinco mil pessoas em João Pessoa.
- 4 de abril - Presidente do Brasil, João Goulart é recebido pelo presidente americano na Casa Branca, John F. Kennedy.
- 15 de junho - Acre torna-se um estado brasileiro.
- 25 de setembro - Criação do Ministério do Planejamento (Brasil).
- 1 de outubro - Fundação em Londres da Anistia Internacional(pt-BR) ou Amnistia Internacional(pt-PT?).
- 7 de outubro - Adhemar de Barros é eleito governador de São Paulo e Miguel Arraes em Pernambuco.
- 9 de outubro - Uganda torna-se independente do Reino Unido.
- 14 de outubro - Início da Crise dos Mísseis, em Cuba. Temor mundial por conflito nuclear.
- 22 de outubro - O presidente americano John F. Kennedy decreta o bloqueio naval a ilha de Cuba no episódio que ficou conhecido como a crise dos mísseis.
- 20 de novembro - Fim da Crise dos Mísseis, Kennedy levanta a quarentena em Cuba.

## Nascimentos
| Data           | Nome                    | Profissão                       | Nacionalidade   | Observações | Ref |
| -------------- | ----------------------- | ------------------------------- | --------------- | ----------- | --- |
| 30 de janeiro  | Abdullah II da Jordânia | rei da Jordânia                 | Jordânia        |             |     |
| 5 de março     | Wellington Dias         | governador do Piauí             | Brasil          |             |     |
| 18 de agosto   | Felipe Calderón         | presidente do México desde 2006 | México          |             |     |
| 30 de agosto   | Alexander Litvinenko    | espião russo                    | União Soviética | m. 2006     |     |
| 23 de setembro | Nilson Bylaardt         | político                        | Brasil          |             |     |
| 29 de outubro  | Binho Marques           | governador do Acre              | Brasil          |             |     |

## Mortes
| Data           | Nome                  | Profissão                                                   | Nacionalidade | Observações | Ref |
| -------------- | --------------------- | ----------------------------------------------------------- | ------------- | ----------- | --- |
| 1 de janeiro   | Diego Martínez Barrio | presidente interino da Segunda República de Espanha em 1936 | Espanha       | n. 1883     |     |
| 11 de maio     | Hans Luther           | político alemão e presidente da Alemanha em 1925            | Alemanha      | n. 1885     |     |
| 12 de maio     | Pedro Pablo Ramírez   | presidente da Argentina de 1943 a 1944                      | Argentina     | n. 1884     |     |
| 25 de maio     | Júlio Dantas          | médico, poeta, jornalista, político diplomata e dramaturgo  | Portugal      | n. 1876     |     |
| 1 de junho     | Adolf Eichmann        | político da Alemanha Nazi e tenente-coronel da SS           | Alemanha      | n. 1906     |     |
| 12 de novembro | Roque González Garza  | presidente interino do México em 1915                       | México        | n. 1885     |     |
| 22 de novembro | René Coty             | presidente da França de 1954 a 1959                         | França        | n. 1882     |     |
| 07 de dezembro | José Dias de Souza    | militar e político brasileiro                               | Brasil        | n. 1878     |     |
| 12 de dezembro | Pagu                  | escritora, jornalista e militante comunista                 | Brasil        | n. 1910     |     |